# Напълно непознат
„Напълно непознат“ (на английски: A Complete Unknown) е американска биографична музикална драма от 2024 г. за певеца Боб Дилън. Режисьор е Джеймс Магнолд, който е съсценарист с Джей Кокс. Филмът е адаптация на книгата Dylan Goes Electric!, написана от Илайджа Уолд през 2015 г. Ролята на Боб Дилън се изпълнява от Тимъти Шаламе, а останалите роли се изпълняват от Едуард Нортън, Ел Фанинг и Моника Барбаро.
Световната премиера се състои в „Долби Тиътър“ на 10 декември 2024 г., и излиза по кината в Съединените щати на 25 декември 2024 г.

## Сюжет
Боб Дилън (Тимъти Шаламе) е млад музикант, който пътува на стоп до Ню Йорк за да посети в болницата своя музикален идол  – Ууди Гътри. В болницата се запознава с Пит Сийгър (Едуард Нортън), който го приютява в дома си. Пийт открива музикалния талант на Боб и го промотира пред местната фолк сцена, където Боб се запознава със Джоан Байз (Моника Барбаро), с която по-късно има връзка.
Филмът разглежда връзката му със Силви Русо (Ел Фанинг), пробивът на Дилън в музикалната сцена, както и развитието на кариерата му и периодът му, през който свири на електрическа китара.

## Актьорски състав
- Тимъти Шаламе – Боб Дилън
- Едуард Нортън – Пит Сийгър
- Ел Фанинг – Силви Русо
- Моника Барбаро – Джоан Баез
- Бойд Холбрук – Джони Каш
- Дан Фоглър – Албърт Гросман
- Норбърт Лео Бъц – Алън Ломакс
- Ерико Хатсун – Тоши Сийгър
- Биг Бил Морганфийлд – Джеси Мофет
- Уил Харисън – Боб Нюуърт
- Скут Макнайри – Уди Гудри
- Пи Джей Бърн – Харолд Левентал
- Майкъл Чернъс – Тиодор Байкъл
- Чарли Тахан – Ал Купър
- Райън Харис Браун – Марк Споелстра
- Ели Браун – Майк Блумфийлд
- Ник Пупо – Питър Яроу
- Лаура Кариуки – Бека
- Стивън Картър Карлсен – Пол Стуки
- Ерик Бериман – Том Уилсън
- Дейвид Алън Баше – Джон Хамънд

## В България
В България филмът излиза по кината на 7 февруари 2025 г. в разпространение от „Форум Филм България“.